# Андрій Князь
Андрі́й Князь (справжнє ім'я: Андрій Орестович Фурдичко; нар. 7 листопада 1980, Львів)— український співак у жанрі попмузики та попроку, автор та композитор. Заслужений  артист України. Виконує пісні українською та російською мовами.

## Життєпис
Народився в родині директора «Львівлісу» Ореста Фурдичка.
У 1986 році став учнем музичної школи по класу скрипки і фортепіано. 2003 року закінчив юридичний факультет Львівського Національного Університету ім. Івана Франка та навчається на  3 курсі факультету академічного вокалу у Вищій музичній Академії ім. М. Лисенка у Львові.
1998 рік - розпочинається творча кар'єра на фестивалі моди "Зірки галичини". Дипломант конкурсів-фестивалів "Мелодія-98", "Майбутнє України-99","Слов'янський Базар-99". Лауреат 1-шої премії міжнародного фестивалю "Золоті трембіти-99", "Перлини сезону-2000" (3-тя премія).
У 1999 році Андрій Князь був визнаний відкриттям року в Галичині. Бере участь у багатьох концертних акціях і паралельно працює над своїм дебютним альбомом "Ти для мене все".
У репертуарі має близько 100 пісень, два сингли, 14 відеокліпів (два з них— концертні записи), дав понад 500 концертів, отримав понад 30 нагород на різноманітних фестивалях та конкурсах. 2004 року виступав на концертах туру «Молодь— проти, молодь— за!», організованих на підтримку кандидата у президенти Віктора Януковича. Про підтримку кандидата Андрій Князь заявив зокрема на сайті туру.
Основні напрямки— поп, попрок.
Андрій об’їздив з сольними концертами та в рамках гастрольних турів майже всю Україну: від заходу до сходу, від півночі до півдня. Співав і за кордоном: у Польщі, Чехії, Словаччині, Туреччині, Італії, Іспанії, Росії, Канаді та США .
У репертуарі Андрія є як власні пісні так і українських народних, легендарних авторів: В. Івасюка, І. Білозіра, М. Мозгового, Ю. Рибчинського, В. Крищенка. Співпрацює з сучасними відомими авторами: Р. Квінтою, Ніколо Петрашем, В. Куровським, Ю. Рай, А. Сторожем, Е.К.А. та ін.
З 2007 року співпрацює із епатажним танцювальним колективом Фрік-Балет під керівництвом Слави Богданцева. Балет створений компанією Туарон разом із Антон Сова.
У 2010 році Указом Президента України № 53/2010 від 20 січня 2010 отримав почесне звання Заслужений артист України.
В 2013 році Андрій Князь є кандидатом культурології, доцентом у Київському національному університеті культури і мистецтв.
З 2019 році Андрій Князь є Доктором культурології, доцентом у Київському національному університеті культури і мистецтв.
В 2019 Андрій Князь презентував нову пісню, яку присвятив своїй коханій -  "Знаєш".
З 2022 року учасник творчого об'єднання "Команда А", у співпраці із Заліско, Андріана, гурт «Авіатор», Ніна Матвієнко, Ауріка Ротару, Ганна Добриднєва, Амадор Лопес, Артур Боссо, Сергій Мироненко, Софія Єгорова.

## Дискографія

### Альбоми
- 2001— Лише заради тебе…
- 2001— Пісні серця
- 2005— Чужа наречена

### Сингли
| Рік  | Назва                                    | Слова/Музика              | Музичний жанр                |
| ---- | ---------------------------------------- | ------------------------- | ---------------------------- |
| 2000 | «Ти для мене все»                        | Андрій Князь              | попрок, камерний поп         |
| 2001 | «Лише заради тебе»                       | А. Кривута / А. Кривута   | поп, попрок                  |
| 2002 | «Ти»                                     | Андрій Князь              | Рок                          |
| 2002 | «Буде час»                               | Андрій Князь              | Поп, Босса-нова              |
| 2004 | «Чужа наречена»                          | В. Куровський / Р. Квінта | денс-поп                     |
| 2005 | «Ні, то не я»                            | В. Куровський / Р. Квінта | поп, денс-поп                |
| 2005 | «Проводжай мене»                         | В. Куровський / Р. Квінта | попрок                       |
| 2005 | «Пробач» (разом з Андріаною)             | Андріана, Андрій Князь    | Поп                          |
| 2006 | «Ти хто така?»                           | А. Князь / Ю. Бодай       | Поп, Попрок                  |
| 2007 | «Не веришь»                              |                           | попрок, естрада              |
| 2009 | «Не йди»                                 | А. Князь / А. Князь       | попрок                       |
| 2009 | «Моя країна» (разом з Катериною Бойко)   | О. Демеха / Ніколо Петраш | поп, естрада                 |
| 2011 | «Ветер»                                  |                           | поп                          |
| 2011 | «Остання зима» (разом з Катериною Бойко) |                           | поп, попрок                  |
| 2013 | «Так і знай»                             | Андрій Князь              | денс-поп, танцювальна музика |
| 2014 | «Дякую тобі, мамо»                       | Андрій Князь              | попрок, піано-поп            |

## Відео
| Рік  | Назва              | Примітки |
| ---- | ------------------ | --- |
| 1999 | «Ти для мене все»  | Андрій співає на даху замку, ефект створено комп'ютерною програмою. Також через усе відео проходить історія кохання співака з коханою дівчиною, яка збирається поїхати з міста. Відео завершується втечею дівчини з вокзалу та поверненням додому, де на неї чекав співак.                                                                   |
| 2001 | Лише заради тебе   | Андрій співає в церкві. На іншому кінці відео показано жінку, яка є героїнею пісні та кохає одночасно кількох чоловіків. На місці приспіву співаку підспівує хор. |
| 2002 | Ти                 | Андрій співає на даху будинку, згадуючи жінку, що показана у порожній кімнаті. На даху з'являється телевізор з зображенням співака. |
| 2004 | Буде час           | Кліп є концертним відео під час виступу співака 2004 року. |
| 2005 | Чужа наречена      | |
| 2005 | Ні, то не я        | Кліпом до пісні є виступ співака у фіналі конкурсу «Український формат» 2005 року. |
| 2006 | Проводжай мене     | |
| 2007 | Не веришь          | |
| 2007 | Ти хто така?       | На початку відео показано, як у квартирі лунає радіо, де жінка просить поставити пісню «Ти хто така?». Співак прокидається з коханою та починає співати її, знімаючи усе на відеокамеру. |
| 2009 | Моя країна         | |
| 2009 | Не йди             | |
| 2011 | Остання зима       | |
| 2011 | Ветер              | Андрій попри негоду та сніг намагається дістатися до коханої, тримаючи коробку з подарунком. Наприкінці відео співак дістає з неї песика та дарує його жінці. |
| 2013 | «Так і знай»       | |
| 2014 | «Дякую тобі, мамо» | Відео було завантажено в травні 2014 року. В ньому показано дітей, що виконують слова пісні та іноді розважаються, пускаючи бульбашки. Сам Андрій грає на роялі у темній кімнаті. Наприкінці відео кожен з дітей показаний, тримаючи по-літері, що складають слова «Дякую тобі, мамо!». Відео завершується зображенням українського прапору. |